# Billy Johnson
William Arthur Johnson, detto Billy (Boothwyn, 27 gennaio 1952), è un ex giocatore di football americano statunitense che ha giocato nella National Football League (NFL) tra il 1974 e il 1988. Soprannominato White Shoes,  è conosciuto per essere stato uno dei primi giocatori ad aver mostrato elaborate esultanze dopo aver segnato un touchdown.

## Carriera professionistica

### Houston Oilers
Johnson fu scelto nel corso del tredicesimo giro del Draft NFL 1974 dagli Oilers, venendo utilizzato inizialmente come ritornatore sui kickoff e occasionalmente in attacco. Nella sua stagione da rookie iniziò a festeggiare i suoi touchdown con un balletto chiamato "Funky Chicken", basato su una canzone del cantante soul Rufus Thomas. Fu una delle prime particolari esultanze nella storia della lega. La danza, assieme ai suoi passi, rese Johnson popolare tra i tifosi degli Oilers.
Come kick returner, Johnson ritornò cinque punt in touchdown, oltre a due ritorni in touchdown da kickoff, nei suoi primi quattro anni con gli Oilers, in aggiunta ai suoi 12 touchdown segnati su ricezione. Fu convocato per il Pro Bowl come kick returner nel 1975 e fu nominato miglior giocatore della partita dopo aver ritornato un punt per 90 yard in touchdown. Fu nuovamente convocato per il Pro Bowl nel 1977. Nel 1978 un infortunio al ginocchio lo costrinse a saltare gran parte delle due stagioni successive, condizionandolo per il resto della carriera. Tornato nel 1980 non venne più impiegato come kick returner ma solo come wide receiver di riserva.

### CFL e Atlanta Falcons
Johnson nel 1981 giocò nella Canadian Football League con i Montreal Alouettes, dove fu la stella di una squadra che però vinse 3 sole partite a fronte di 13 sconfitte: Billy ricevette 65 passaggi per 1.060 yard e 5 TD e ritornò 59 punt per 597 yard, giocando in squadra con altri giocatori della NFL come Vince Ferragamo, James Scott e David Overstreet.
Billy fece ritorno nella NFL con gli Atlanta Falcons nel 1982. Nel 1983, Johnson giocò nel doppio ruolo di kick returner a tempo pieno, dove segnò il sesto touchdown su ritorno da punt in carriera, e wide receiver titolare, guidando la squadra in ricezioni. Johnson alla fine della stagione fu convocato per il suo terzo Pro Bowl. La stagione successiva la perse in gran parte per un infortunio mentre nel 1985 non fu fatto giocare come ritornatore ma guidò i Falcons in ricezioni e yard ricevute. Un ulteriore infortunio nel 1986 fu l'inizio della fine per Johnson, il quale si ritirò dopo la stagione 1987, anche se tornò brevemente disputando una sola partita coi Washington Redskins nel 1988.

## Palmarès
- (3) Pro Bowl (1975, 1977, 1983)
- (3) All-Pro (1975, 1977, 1983)
- Formazione ideale del 75º anniversario della NFL
- Formazione ideale del 100º anniversario della NFL
- Formazione ideale della NFL degli anni 1970
- Formazione ideale della NFL degli anni 1980
- NFL Comeback Player of the Year Award (1983)
- MVP del Pro Bowl (1975)
- College Football Hall of Fame

## Statistiche
| Yard su ricezione                | 4.211 |
| Touchdown su ricezione           | 25    |
| Yard su ritorni di kick off      | 2.941 |
| Touchdown su ritorni di kick off | 2     |
| Yard su ritorni di punt          | 3.317 |
| Touchdown su ritorni di punt     | 6     |